# Compsibidion baria
Compsibidion baria là một loài bọ cánh cứng trong họ Cerambycidae.